# مونت کلیر (پنسیلوانیا)
مونت کلیر (به انگلیسی: Mont Clare) یک روستا در ایالات متحده آمریکا است که در پنسیلوانیا واقع شده‌است. مونت کلیر ۱٬۴۸۳ نفر جمعیت دارد.